# Mumia (film din 1932)
Mumia (engleză The Mummy) este un film de groază american din 1932 regizat de Karl Freund. În rolurile principale interpretează actorii Boris Karloff, Zita Johann și David Manners.
Filmul este despre o mumie egipteană veche, numită Imhotep, care este descoperită de o echipă de arheologi și care a fost readusă la viață printr-un sul magic. Deghizată într-un egiptean modern, mumia își caută dragostea pierdută, despre care crede că s-a reîncarnat într-o fată modernă.

## Actori
- Boris Karloff ca Ardath Bey / Imhotep / Mumia
- Zita Johann ca Helen Grovenor / Princess Ankh-es-en-Amon
- David Manners ca Frank Whemple
- Arthur Byton ca Sir Joseph Whemple
- Edward Van Solan ca Dr. Wuller
- Bramwell Fletcher ca Ralph Norton
- Noble Jonhson ca The Nubian
- Kathryn Bryon ca Frau Muller
- Leonard Mudie ca Professor Pearson
- James Crane ca Pharaoh Amenophis
- Henry Victor ca The Saxon Warrior
- C. Montague Shaw ca Gentleman

## Vezi și
- Listă de filme de groază din anii 1930